# Văculești
Văculeşti é uma comuna romena localizada no distrito de Botoşani, na região de Moldávia. A comuna possui uma área de 60.51 km² e sua população era de 2222 habitantes segundo o censo de 2007.